# Macrochiron valgum
Macrochiron valgum is een eenoogkreeftjessoort uit de familie van de Macrochironidae. De wetenschappelijke naam van de soort is voor het eerst geldig gepubliceerd in 1966 door Humes.